# Apolima
Apolima ist eine Insel, die zwischen den beiden Hauptinseln Savaiʻi und Upolu des Inselstaats Samoa in Polynesien liegt. Die Insel liegt 8 km nordwestlich von Upolu und 9 km südöstlich von Savaiʻi. Manono liegt mit 2 km Entfernung am nächsten.  
Apolima wird von einem Riff umschlossen, größere Schiffe können deswegen nicht in der Nähe der Insel anlegen, lediglich mit dem Kanu kann man das Eiland von einer der Nachbarinseln erreichen. 
Die hauptsächlich aus Tuff-Gestein bestehende Insel war früher ein Vulkan, von dessen Caldera ein Teil in den Pazifik abrutschte. Am Rand der restlichen Caldera befindet sich heute der einzige Ort der Insel, Apolima-Uta, in dem alle 81 Einwohner des Eilands wohnen.  
Die Insel gehört administrativ zum Bezirk Aiga-i-le-Tai (Samoa). 

## Apolima Strait
Die zwischen den Hauptinseln Savaiʻi und Upolu liegende Meerenge wird nach der Insel Apolima Strait (deutsch Apolima-Straße) genannt. Zwei weitere Inseln liegen ebenfalls in diesem Gewässer: Manono und Nuʻulopa (unbewohnt). 
2006 wurde Apolima mit den beiden Nachbarinseln Manono und Nuʻulopa als Kandidat für das UNESCO-Welterbe in die Tentativliste von Samoa eingetragen.